# Le Val-Larrey
Le Val-Larrey é uma comuna francesa na região administrativa da Borgonha-Franco-Condado, no departamento de Côte-d'Or. Estende-se por uma área de 20.02 km², e possui 266 habitantes, segundo o censo de 2018, com uma densidade de 13 hab/km².
Foi criada, em 1 de janeiro de 2019, a partir da fusão das antigas comunas de Flée e Bierre-lès-Semur.